# Przegląd Tygodniowy Życia Społecznego, Literatury i Sztuk Pięknych
Przegląd Tygodniowy Życia Społecznego, Literatury i Sztuk Pięknych – tygodnik wydawany w Warszawie od 1866 roku (wychodził do 1904 roku) pod redakcją Adama Wiślickiego.

## Historia
Redakcja czasopisma mieściła się przy ulicy Nowolipie Nr 2414/15 a drukowane było w drukarni Jana Jaworskiego w Warszawie przy ulicy Krakowskie Przedmieście Nr 415. Archiwum czasopisma zachowało się w zbiorach Działu Rękopisów i Starych Druków Biblioteki Publicznej m. st. Warszawy przy ul. Koszykowej.
Adam Wiślicki postawił przed czasopismem cel podnoszenia poziomu wiedzy naukowej i kultury społeczeństwa, jak pisał w inauguracyjnym numerze szóstego roku wydawnictwa, chciał go uczynić „punktem środkowym, zarodkiem działalności literackiej z celem krzewienia idei postępu i tegorocznej nauki”. Celowi temu miał służyć szeroki wachlarz podejmowanych tematów od spraw nauki, ekonomii, po kulturę i sztukę oraz wydawanie dodatków do Przeglądu Tygodniowego. Co miesiąc do tygodnika wydawca dodawał tom powieści lub utwór popularnonaukowy oraz trzy razy w roku zeszyt Popularnej Encyklopedii Powszechnej. Przez pierwsze pięć lat wydano jako dodatki trzydzieści pięć dzieł i broszur (wydawnictwa pedagogiczne, ekonomiczne, powieści i tomiki poezji).
W latach 1873–1901 redakcja pisma opracowała i wydała w dwóch edycjach; trzy oraz sześciotomową polską encyklopedię pt. Podręczna encyklopedia powszechna   , a także Encyklopedię techniczną: podręcznik praktyczny technologii chemicznej w zastosowaniu do przemysłu, rękodzieł, rzemiosł, sztuk, rolnictwa i gospodarstwa domowego opracowaną podług najnowszych źródeł wydaną w Warszawie w 1898 roku .
Wszystkie numery Przeglądu Tygodniowego z danego roku tworzą jeden tom zaopatrzony w roczny spis treści.
Debiutował tu Henryk Sienkiewicz recenzją komedii "Nasi najserdeczniejsi", 18 IV 1869.